# Вест-Мілтон (Пенсільванія)
Вест-Мілтон (англ. West Milton) — переписна місцевість (CDP) в США, в окрузі Юніон штату Пенсільванія. Населення — 799 осіб (2020).

## Географія
Вест-Мілтон розташований за координатами 41°1′6″ пн. ш. 76°52′36″ зх. д. / 41.01833° пн. ш. 76.87667° зх. д. (41.018299, -76.876637).  За даними Бюро перепису населення США в 2010 році переписна місцевість мала площу 2,15 км², уся площа — суходіл.

## Демографія
Згідно з переписом 2010 року, у переписній місцевості мешкало 900 осіб у 383 домогосподарствах у складі 244 родин. Густота населення становила 419 осіб/км².  Було 413 помешкання (192/км²).
Расовий склад населення:
| - 91,4 % — білих - 4,9 % — чорних або афроамериканців - 0,1 % — азіатів - 1,1 % — осіб інших рас |

До двох чи більше рас належало 2,4 %. Частка іспаномовних становила 3,4 % від усіх жителів.
За віковим діапазоном населення розподілялося таким чином: 25,2 % — особи молодші 18 років, 57,0 % — особи у віці 18—64 років, 17,8 % — особи у віці 65 років та старші. Медіана віку мешканця становила 37,7 року. На 100 осіб жіночої статі у переписній місцевості припадало 96,1 чоловіків;  на 100 жінок у віці від 18 років та старших — 90,1 чоловіків також старших 18 років.
Середній дохід на одне домашнє господарство  становив 66 094 долари США (медіана — 57 019), а середній дохід на одну сім'ю — 79 369 доларів (медіана — 70 714). За межею бідності перебувало 3,0 % осіб, у тому числі 0,0 % дітей у віці до 18 років та 7,0 % осіб у віці 65 років та старших.
Цивільне працевлаштоване населення становило 444 особи. Основні галузі зайнятості: освіта, охорона здоров'я та соціальна допомога — 24,1 %, роздрібна торгівля — 13,7 %, мистецтво, розваги та відпочинок — 11,9 %.